# Manueli Kalou
Manueli Arouna Kalou (22 giugno 1988) è un calciatore figiano, difensore del Ba.

## Caratteristiche tecniche
Difensore centrale, può essere schierato anche come centrocampista difensivo.

## Carriera

### Club
Comincia a giocare al Lautoka. Nel 2008 viene acquistato dal Ba.

### Nazionale
Ha debuttato in Nazionale il 10 settembre 2008, in Vanuatu-Figi (2-1). Ha partecipato, con la Nazionale, alla Coppa delle nazioni oceaniane 2008. Ha collezionato in totale, con la maglia della Nazionale, una presenza.

## Statistiche

### Cronologia presenze e reti in nazionale
| Cronologia completa delle presenze e delle reti in nazionale ― Figi | Cronologia completa delle presenze e delle reti in nazionale ― Figi | Cronologia completa delle presenze e delle reti in nazionale ― Figi | Cronologia completa delle presenze e delle reti in nazionale ― Figi | Cronologia completa delle presenze e delle reti in nazionale ― Figi | Cronologia completa delle presenze e delle reti in nazionale ― Figi | Cronologia completa delle presenze e delle reti in nazionale ― Figi | Cronologia completa delle presenze e delle reti in nazionale ― Figi |
| Data                                                                | Città                                                               | In casa                                                             | Risultato                                                           | Ospiti                                                              | Competizione                                                        | Reti                                                                | Note                                                                |
| ------------------------------------------------------------------- | ------------------------------------------------------------------- | ------------------------------------------------------------------- | ------------------------------------------------------------------- | ------------------------------------------------------------------- | ------------------------------------------------------------------- | ------------------------------------------------------------------- | ------------------------------------------------------------------- |
| 10-9-2008                                                           | Port Vila                                                           | Vanuatu                                                             | 2 – 1                                                               | Figi                                                                | Coppa delle nazioni oceaniane 2008                                  | -                                                                   | 39’                                                                 |
| Totale                                                              |                                                                     | Presenze                                                            | 1                                                                   |                                                                     | Reti                                                                | 0                                                                   |                                                                     |